# خردنامه (منظومه)
خِرَدنامه منظومه‌ای است اثر ابوالفضل یوسف بن علی مستوفی که در اوایل قرن ششم تألیف شده و سخنان بزرگان ایرانی، یونانی و همچنین بزرگان دین از جمله پیامبر اسلام و علی بن ابیطالب در آن به نظم آمده ست.